# Ochthebius decianus
Ochthebius decianus es una especie de escarabajo del género Ochthebius, familia Hydraenidae. Fue descrita científicamente por Orchymont en 1942.
Se distribuye por Turquía. Mide 1,96 milímetros de longitud. Se ha encontrado a altitudes de hasta 1400 metros.